# Залкинд, Семён Рафаилович
Семён Рафаилович Залкинд (21 ноября 1869, Россиены, Ковенская губерния — 18 марта 1941, Астрахань, СССР) — первый классифицированный врач в Калмыкии, основатель первой больницы в Элисте, организатор высшего медицинского учебного заведения в Астрахани.

## Биография
Семён Рафилович Залкинд родился 21 ноября 1869 года в местечке Россиены Ковенской губернии (сегодня — Расейняй, Литва) в семье фармацевта. После окончания гимназии в 1888 году Семён Залкинд поступил на медицинский факультет Казанского университета, после окончания которого в 1893 году работал один год в клинике внутренних болезней в Казани. В 1894 году он подал прошение работать в Калмыкии, после чего его назначили улусным врачом в Элисте. В это время он был первым и единственным врачом в Манычском улусе.
Желая улучшить медицинское обслуживание калмыцкого народа, Семён Залкинд писал письма в Управление калмыцким народом в Петербург с просьбой о выделении денежных средств для строительства больницы в Элисте. Получив отказ, он стал собирать пожертвования по всей калмыцкой степи. В 1900 году по проекту Семёна Залкинда в Элисте стала строиться улусная больница, строительство которой завершилось в октябре 1902 года. Позднее он открыл четыре фельдшерских пункта в посёлках Бислюрта, Ульдючины, Бага-Чонос и Джеджикины, больницу в Ики-Цохуровском улусе, в Харахусовском улусе — больницу и фельдшерский пункт.
Семён Залкинд участвовал в ликвидации вспышек чумы на территории Яндыко-Мочажного, Багацохуровского, Малодербетовского улусов.
Кроме врачебной деятельности Семён Залкинд инициировал строительство школ, занимался распространением гигиенических знаний и подготовке медсестёр и акушерок из представительниц калмыцкого народа. При его непосредственном участии были построены мужская и женская улусные гимназии, школы в Бурульском аймаке, в Ульдючинах. В настоящее время в Элисте сохранилась одна из школ, основанная Семёном Залкиндом, которая носит название «Красная школа».
В феврале 1911 года Семён Залкинд был назначен старшим врачом Управления калмыцкого народа. В 1911 году Семён Залкинд принимал участие в научной экспедиции профессора И. И. Мечникова, который изучал распространение туберкулёза среди калмыков.
В 1914 году Семён Залкинд был призван на военную службу, но вскоре его отозвали для борьбы с эпидемией чумы в Астраханской губернии. В 1915 году он был назначен председателем отделения по борьбе с туберкулёзом в Астраханской губернии.
25 сентября 1918 года в Астрахани состоялся съезд Советов трудового калмыцкого народа, на котором Семён Залкинд был избран заведующим Отделом здравоохранения.
В конце 1918 года, по указанию Владимира Ленина был организован Астраханский государственный университет с медицинским факультетом. По распоряжению Народного Комиссариата здравоохранения РСФСР Семён Залкинд был отозван из армии и назначен деканом медицинского факультета. Он был первым организатором высшего медицинского учебного заведения в Астрахани, которое в последующем сыграло важную роль в подготовке медкадров для областей Нижнего Поволжья, Северного Кавказа и Калмыцкой области.
В 1940 году вышел на пенсию. Скончался в мае 1941 года в Астрахани.

## Награды
За организацию больничного дела и борьбу с эпидемией чумы Семён Залкинд был награждён орденами Станислава III и II степени, Анны III степени.

## Память
- Именем Семёна Рафаиловича Залкинда названа улица в Элисте.
- 24 ноября 2014 года на фасаде элистинского Медицинского колледжа был установлен барельеф Семёна Залкинда[2].

## Источник
- Сусеев П. П., Наш эмчи, Элиста, Калмыцкое книжное издательство, 1978